# Estradivário

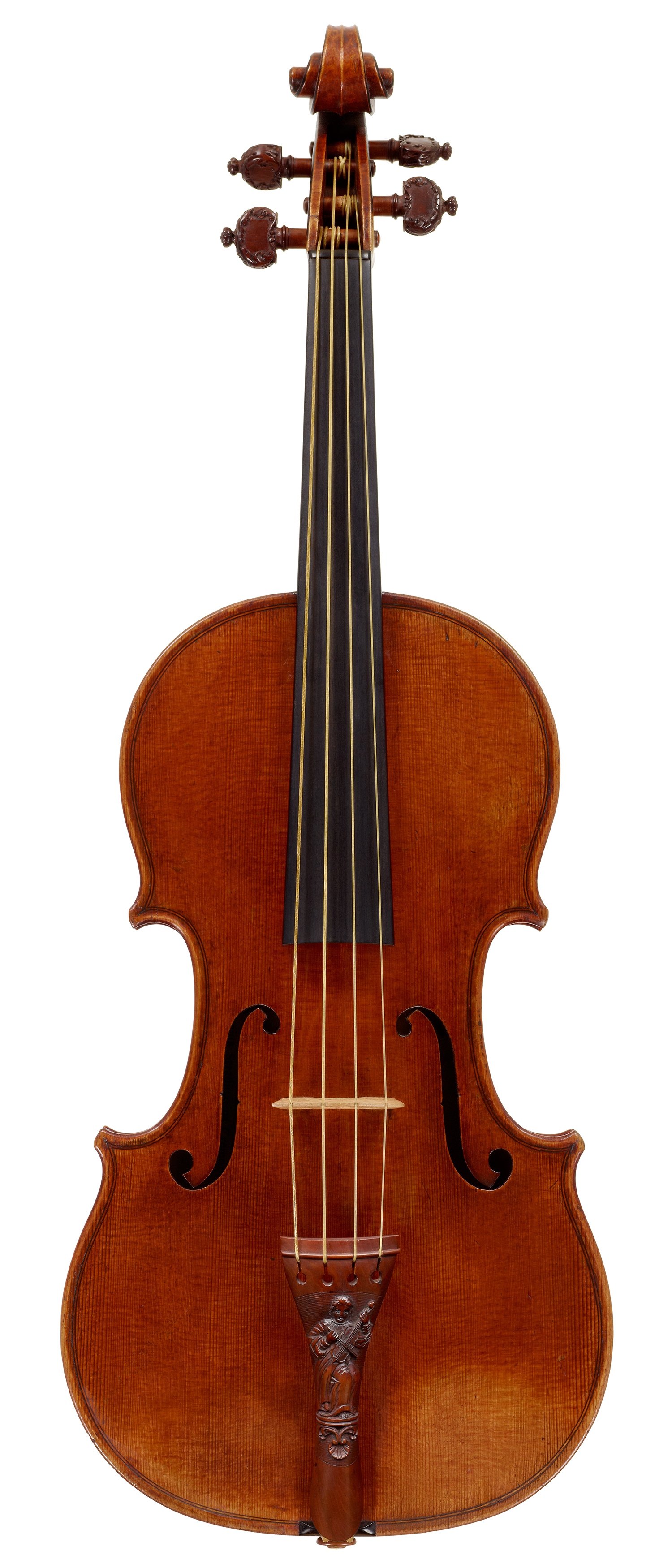
Stradivari "Lady Blunt", construído em 1721

Estradivário (em latim: Stradivarius) é o nome dado, por antonomásia, aos instrumentos de corda, principalmente violinos, construídos por membros da família Stradivari, sendo os mais reputados aqueles construídos pelo luthier Antonio Stradivari (1644–1737) entre os séculos XVII e XVIII. Durante os últimos três séculos luthiers e cientistas estudaram os instrumentos do construtor italiano sem chegar a nenhuma conclusão concreta sobre a razão de os violinos soarem tão bem. Hoje em dia a palavra "Estradivário" é também associada à excelência de qualidade, chamando-se o "Estradivário" de qualquer área ao melhor do que nela há. Estima-se que Stradivari construiu 1116 violinos após 1666, dos quais cerca de 500 estão ainda em circulação.

## Valor de mercado
Dependendo do ano de construção, da condição e de outros factores como, por exemplo, a quem pertenceu, os violinos Stradivari atingem diferentes valores, todos eles astronómicos.
Os violinos da década de 1680 e do chamado período do "Padrão Longo", entre 1690 e 1699, possuem valores compreendidos entre centenas de milhares e alguns milhões de euros. O famoso "Molitor", construído em 1697, foi vendido por 3,6 milhões de dólares em 2010 à violinista Anne Akiko Meyers num dos leilões online da Tarisio, um recorde na altura.
Já os violinos construídos entre 1700 e meados da década de 1720, o chamado "Período de Ouro", podem valer dezenas de milhões de euros.

## Leilões
Uma das mais famosas vendas de um violino foi a do "Lady Blunt" (apelidado após 30 anos sob a posse de Anne Blunt, neta do poeta inglês Lord Byron), efectuada em Junho de 2011 num leilão promovido pela Fundação de Música Japonesa. O instrumento foi vendido a um licitante anónimo por 15,9 milhões de dólares, e a receita reverteu a favor das vítimas do tsunami do Japão.
O “da Vinci, ex-Seidel”, criado em 1714 vai ser leiloado a 9 de Junho de 2022 e estima-se que seja vendido por cerca de 20 milhões de dólares. O nome refere-se ao seu tocador mais famoso, o russo-americano Toscha Seidel, que o comprou em 1924 por 25 mil dólares e foi seu dono durante 40 anos. A alcunha “da Vinci” foi incluída no nome do instrumento na década de 1920, depois de um leilão, — e este não é o primeiro violino a ser apelidado em honra a um artista renascentista italiano.

## Construção

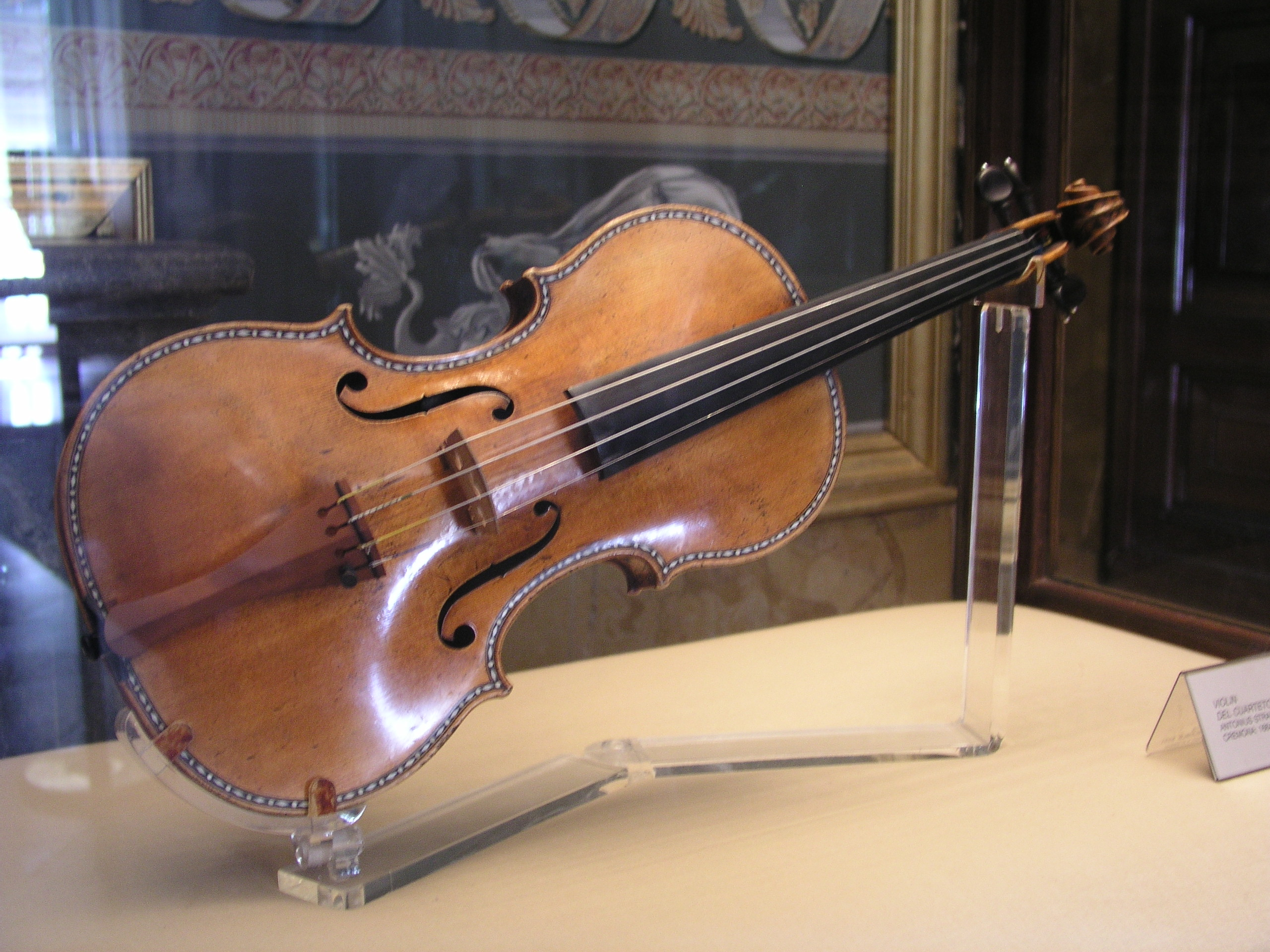
Violino Stradivari da colecção do Palácio Real de Madrid (1687).

As madeiras primárias utilizadas na construção de violinos, violoncelos e violas são o abeto para o tampo superior; e o bordo para o tampo inferior, as partes laterais e o braço. A estrutura é reforçada interiormente com salgueiro, e para as cravelhas e o ponto é utilizado ébano. Era com estes materiais que Antonio Stradivari construía os seus instrumentos. Especula-se sobre o tratamento que o luthier dava à madeira que utilizava; contudo, provas científicas mostram que elementos químicos como fluoreto, bórax, crómio e sais de ferro estão presentes na composição da mesma. O verniz aplicado nos instrumentos resultava de uma mistura de borracha solúvel em óleo, com boa qualidade de secagem, e substâncias corantes. Para a construção dos violinos o mestre italiano usava uma forma a partir da qual construía o violino exteriormente. 1685 foi um ano revolucionário na manufacturação dos violinos, pois Estradivário aumentou as medidas padrão para um valor semelhante àquelas utilizadas pelo seu ensinante Nicola Amati, influenciando assim a produção de som. A meticulosidade do design utilizado na cravelhas, ponto, rebordo e cavalete também distingue o construtor.[parcial?]

## Coleção noMetropolitan Museum of Art, Nova York

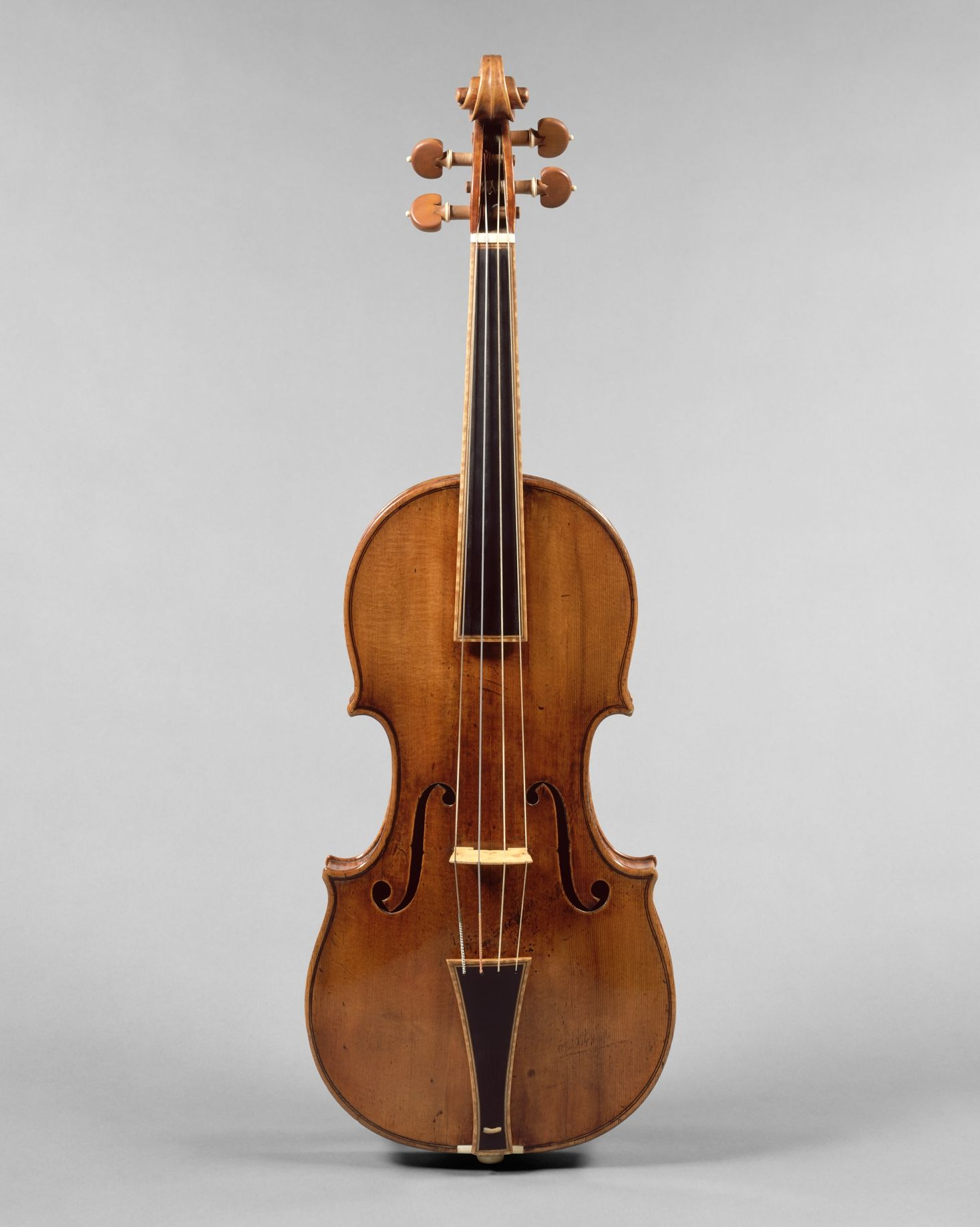
Violino "Gould" (1693).
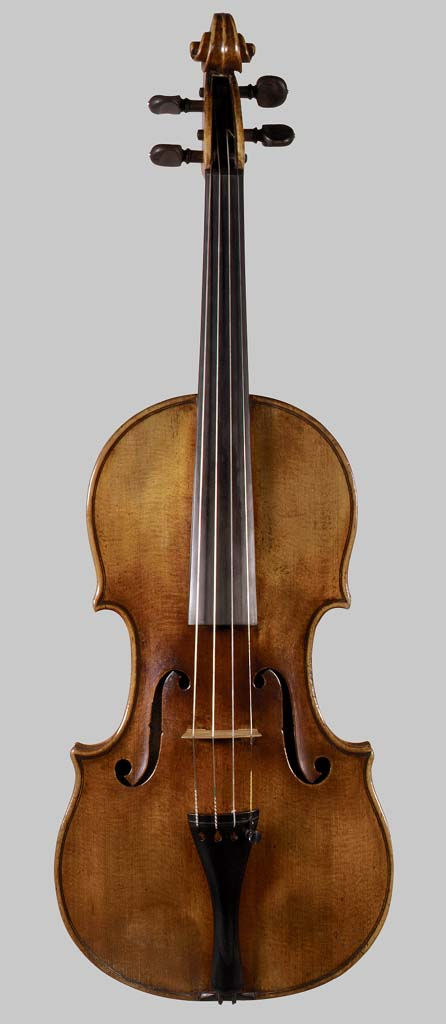
Violino "Francesca" (1694).
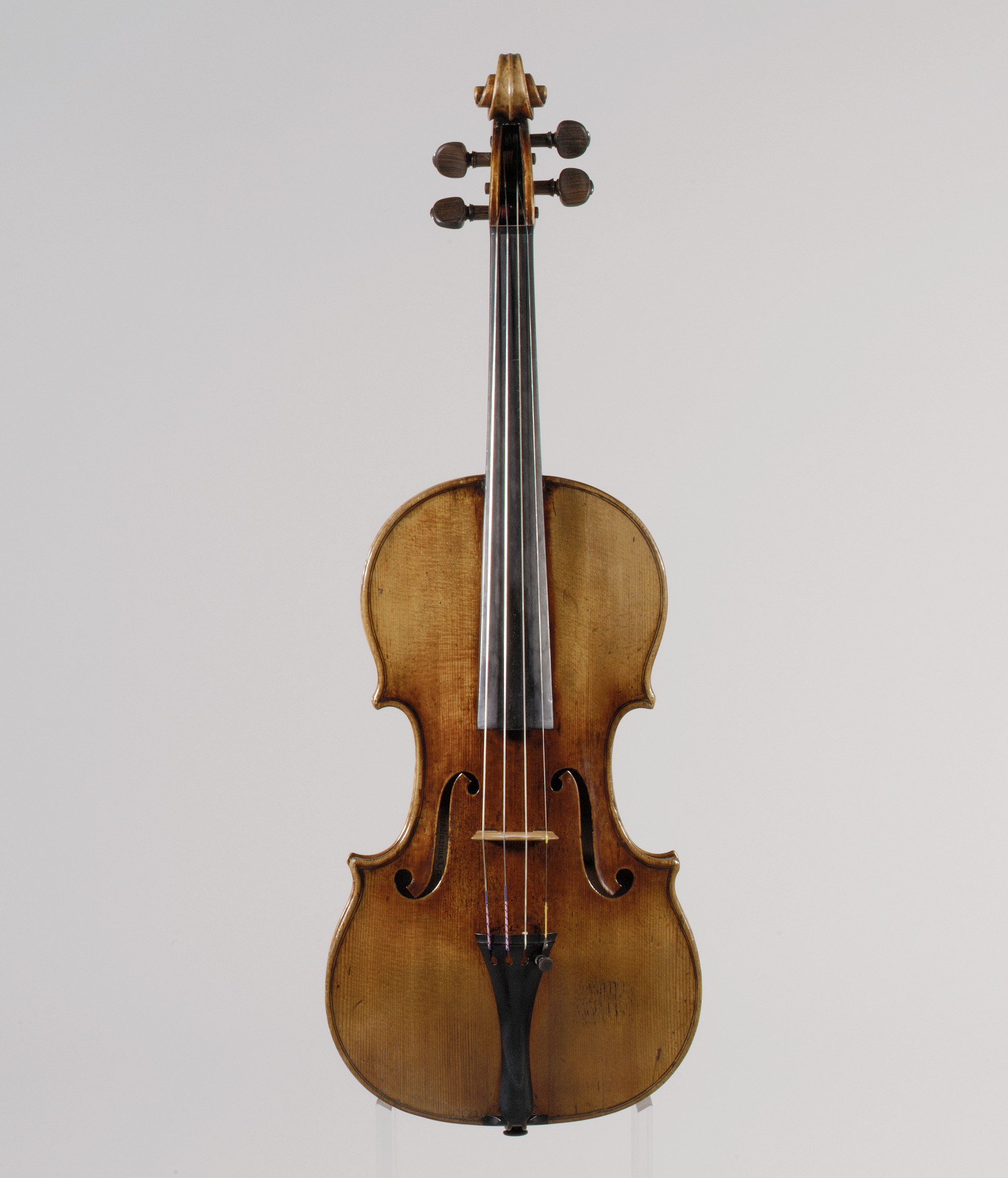
Violino "Antonius" (1711).